# 福地川 (福岡県)
福地川（ふくちがわ）は、福岡県直方市を流れる川で、一級水系・遠賀川水系の一級河川。

## 地理

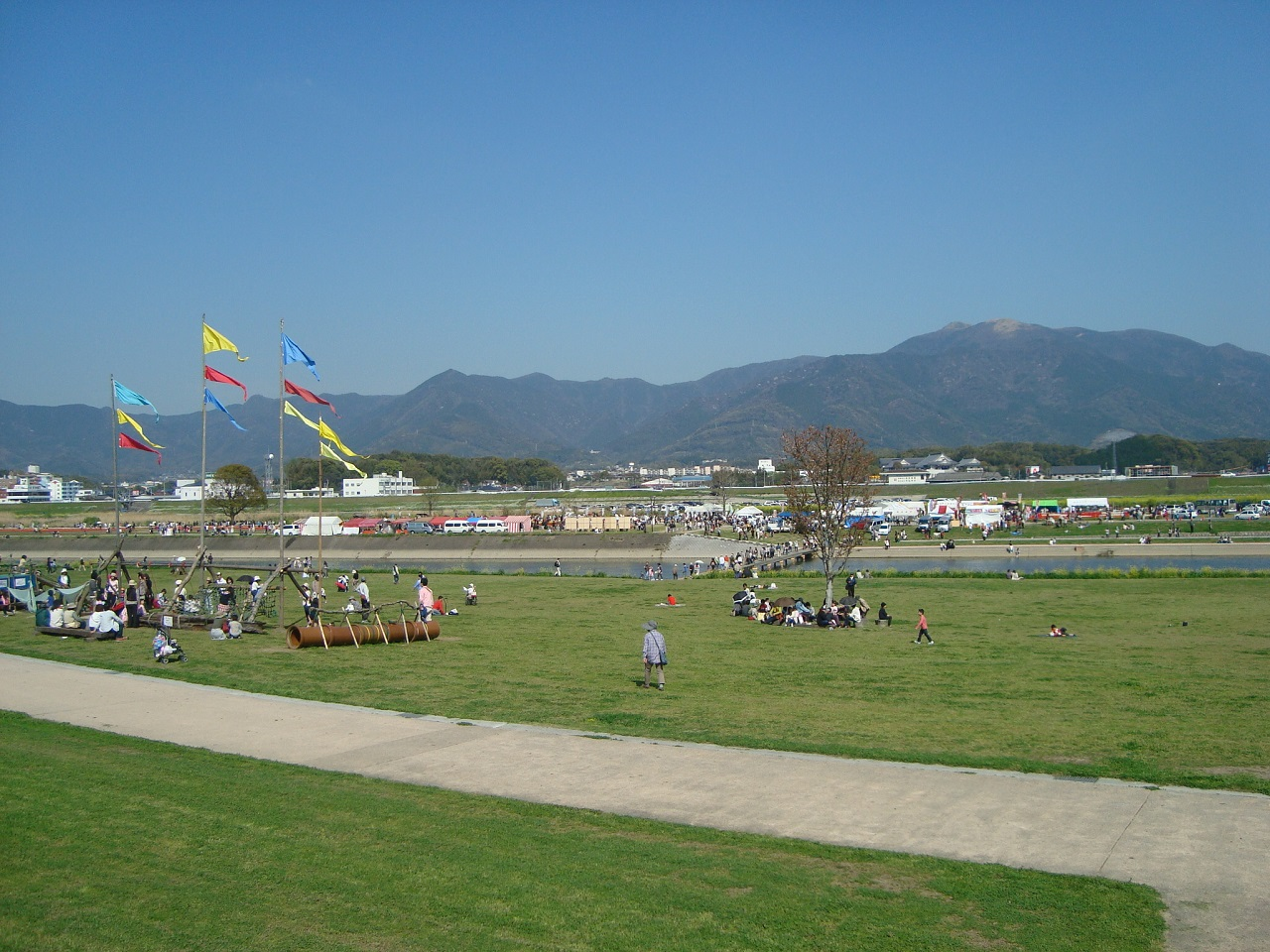
福智山を望む

直方市の東部、福智山、雲取山（標高607メートル）を水源とする。上流端は直方市頓野塔尺郷・金山で、南西へと流れ、蜂の先で彦山川に注ぐ。長さは7.8キロメートル、流域面積は15.7平方キロメートルである。雲取山・福智山・鷹取山で囲まれた源流域は「福智山水源林」として、水源の森百選に選定されている。上流部は急峻な地形を見せ、中流部は田畑が多く、下流部は家屋が密集する市街地となっている。流路上には2基のダムがあり、流域を水害から守るとともに、灌漑・上水道用水を確保する役割を担っている（後述）。

## 河川施設

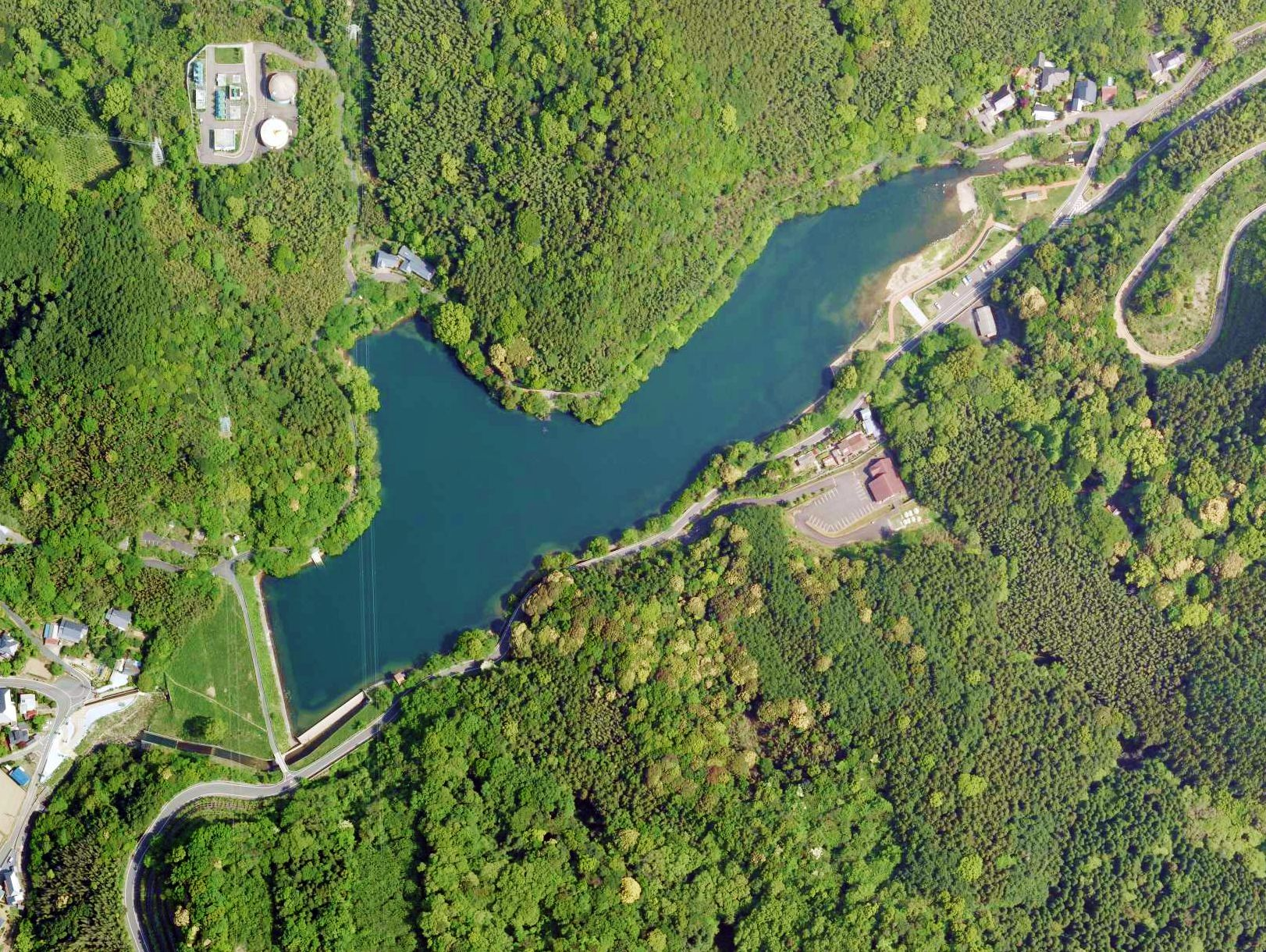
内ヶ磯ダム（福智山池）
左上に見えるのは福智山ダムから取水している内ヶ磯浄水場および内ヶ磯配水池。

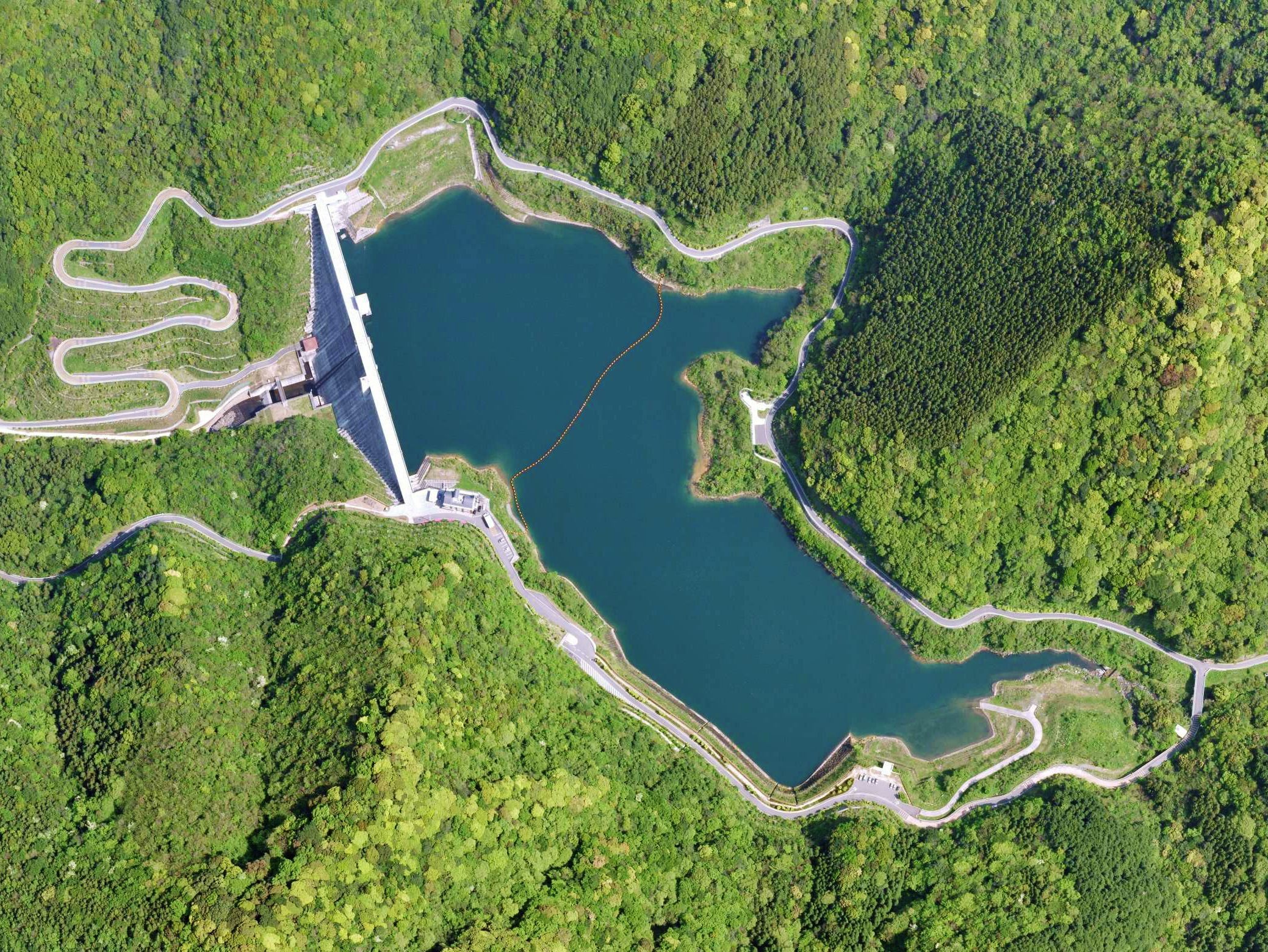
福智山ダム

- 内ヶ磯ダム（福智山池） - 直方市内ヶ磯（うちがそ）、福地川に建設されたダム。高さ22メートルのアースダムで、灌漑を目的とする。1953年（昭和28年）度竣工[7]。ダム直下に円筒分水がある[8]。
- 福智山ダム - 内ヶ磯ダム（福智山池）のすぐ上流、直方市大字頓野字二ノ瀬に建設されたダム。高さ64.5メートルの重力式コンクリートダムで、洪水調節（昭和28年西日本水害後の抜本的な治水対策）・不特定利水（河川機能を維持し渇水時においても既存用水の水量を確保）・上水道（宅地開発の進展に伴う上水道用水確保）を目的とする、福岡県営の多目的ダムである。2003年（平成15年）度竣工[2][9]。ダム湖周辺には湖底に眠る高取焼・内ヶ磯窯跡や、当地に伝わる「しいらく」に関する案内板および記念碑が置かれている[10][11]。

## 福智山水源林
福地川源流部、雲取山・福智山・鷹取山・内ヶ磯ダム（福智山池）で囲まれた区域。面積436ヘクタール、標高200ないし900メートルで、水源の森百選・北九州国定公園・水源かん養保安林・保健保安林の指定を受けている。樹種はスギやヒノキ・カシ・シイ・タブノキを主体とし、針葉樹・広葉樹の比率は58対42。林齢は37ないし151年以上である。当地は福智山への登山口であり、毎年15万人が訪れる。渓谷には大塔（おおとう、だいとう）の滝といった名所があり、福智山ダム周辺の公園・キャンプ場開発も進んでいる。